# Oxen (stjärntecken)
Oxen (latin: Taurus; grekiska: Ταῦρος, Tauros; symbol: ♉) är ett astrologiskt stjärntecken i zodiaken.